# Anobothrus nasuta
Anobothrus nasuta är en ringmaskart som först beskrevs av Ehlers 1887.  Anobothrus nasuta ingår i släktet Anobothrus och familjen Ampharetidae. Inga underarter finns listade i Catalogue of Life.